# Калински, Энцо
Энцо Максимильяно Калински (исп. Enzo Maximiliano Kalinski; родился 10 марта 1987 года, Сантьяго-дель-Эстеро) — аргентинский футболист польского происхождения, правый полузащитник клуба «Сентраль Кордова».

## Клубная карьера
Калински начал карьеру в клубе «Кильмес». 4 марта 2007 года в матче против «Нуэва Чикаго» он дебютировал во втором дивизионе. В первом сезоне из-за большой конкуренции Энцо вышел всего в четырёх поединках, но смог отметиться двумя забитыми мячами. В сезоне 2009/2010 Калински помог команде занять второе место и выйти в элиту. 18 сентября в 2010 года в матче против «Архентинос Хуниорс» он дебютировал в аргентинской Примере. 7 мая 2011 года в поединке против «Химансии Ла-Плата» Калински забил свой первый гол на высшем уровне.
В 2011 году Энцо перешёл в «Сан-Лоренсо». 7 августа в матче против «Лануса» он дебютировал за новую команду. 21 сентября в поединке против «Велес Сарсфилд» Калински забил свой первый гол за «Сан-Лоренсо». В 2014 году Энцо стал чемпионом Аргентины, а также выиграл Кубок Либертадорес. В феврале 2016 года он помог «Сан-Лоренсо» выиграть Суперкубок Аргентины.
Летом 2016 года Энцо перешёл в чилийский «Универсидад Католика». 31 июля в матче против «Кобресаль» он дебютировал в чилийской Примере. В этом же поединке Калински забил свой первый гол за «Универсидад Католика». В том же году он помог команде стать чемпионом и завоевать Суперкубок Чили. Летом 2017 года Калински перешёл в мексиканскую «Тихуану». 30 июля в матче против «Некаксы» он дебютировал в мексиканской Примере. В начале 2018 года Энцо вернулся на родину, подписав контракт с «Банфилдом». 31 января в матче Кубка Либертадорес против эквадорского «Индепендьенте дель Валье» он дебютировал за новую команду.

## Международная карьера
В ноябре 2011 года Калински получил вызов в сборную Польши, так как имеет польские корни. Он ответил отказом, хотя признал, что руководство польского футбола очень было заинтересовано в его кандидатуре.

## Достижения
Командные
 «Сан-Лоренсо»
- Чемпионат Аргентины по футболу — Инисиаль 2013/2014
- Обладатель Кубка Либертадорес — 2014
- Обладатель Суперкубка Аргентины — 2015

 «Универсидад Католика»
- Чемпионат Чили по футболу — Апертура 2016
- Обладатель Суперкубка Чили — 2016